# Baliguda
Baliguda es una ciudad censal situada en el distrito de Kandhamal en el estado de Odisha (India). Su población es de 16611 habitantes (2011). Se encuentra a 50 km de Phulabani y a  222 km de Bhubaneswar.

## Demografía
Según el censo de 2011 la población de Baliguda era de 16611 habitantes, de los cuales 8389 eran hombres y 8222 eran mujeres. Baliguda tiene una tasa media de alfabetización del 84,05%, superior a la media estatal del 72,87: la alfabetización masculina es del 91,90%, y la alfabetización femenina del 76,11%.